# Смирной, Николай Фёдорович
Никола́й Фёдорович Смирно́й (9  апреля 1790 – 8 августа 1851) — государственный деятель Российской империи, .

## Биография
Происходил из дворян Тамбовской губернии. С 7 сентября 1806 года — студент Московского университета, с 1810 года — кандидат, с 1812 года — магистр словесных наук. С 19 августа 1812 года — сотрудник военной канцелярии при генерал-фельдмаршале Михаиле Иларионовиче Голенищеве-Кутузове, затем — Коллегии иностранных дел. В 1826—1831 — Симбирский вице-губернатор. В 1831—1835 — воронежский вице-губернатор, а в 1838—1842 — харьковский вице-губернатор. С 23 марта 1834 года — действительный статский советник. В дальнейшем числился по министерству финансов, был управляющим конторой Московского коммерческого банка.

## Семья
Жена Мария Андреевна (1802 — 19.03.1860), дочь Кологривова Андрея Семёновича, генерала от кавалерии; воспитали двоих сыновей: Андрей Николаевич и Фёдор Николаевич (ок. 1825 — 25.01.1880), действительный статский советник (16.04.1872).
Н. Ф. Смирной, доводился Денису Давыдову дальним родственником. Николай Фёдорович был женат на двоюродной сестре полковника Д. Н. Бегичева, ветерана Отечественной войны 1812 года, сенатор. Дмитрий Никитич являлся мужем Александры Васильевны, родной сестры Давыдова, был «его однополчанином и очень хорошим человеком».

## Награды
Российской империи:
- Орден Святой Анны 2 степени (23 ноября 1819); алмазные украшения к ордену (9 января 1823)[5]
- Знак отличия за XX лет беспорочной службы (1833)[6]
- Орден Святого Владимира 3 степени (30 июля 1837)[7]
- Орден Святого Станислава 1 степени (1839)[8]
- Знак отличия за XXXV лет беспорочной службы (1849)[8]
- Орден Святой Анны 1 степени (1 сентября 1850)[9]

Иностранных государств:
- Орден Почётного легиона (1816, королевство Франция)[8]
- Орден Красного орла 3 степени (кавалерский крест) (1817, королевство Пруссия)[8]